# Montussaint
Montussaint – miejscowość i gmina we Francji, w regionie Burgundia-Franche-Comté, w departamencie Doubs.
Według danych na rok 1990 gminę zamieszkiwało 58 osób, a gęstość zaludnienia wynosiła 19 osób/km² (wśród 1786 gmin Franche-Comté Montussaint plasuje się na 685. miejscu pod względem liczby ludności, natomiast pod względem powierzchni na miejscu 958.).